# トライアスロン
トライアスロン（英語: triathlon）は水泳・自転車ロードレース・長距離走の順に連続して行う3種競技。アメリカにて1974年に初開催された比較的新しい スポーツ。

## 概要
triathlonは、ギリシャ語で数字の「3」を意味する接頭辞 tri- と、「競技」を意味する athlon の合成語で、英語発音にならって「トライアスロン」と呼ばれる。
この言葉自体は、具体的な種目名を示していないが、現在では、水泳・自転車・長距離走（スイム・バイク・ラン）の3種目を、この順番で、それぞれの距離・コースを設定し1人のアスリートが連続して行う競技を指す。
競技距離は、オリンピックでも実施されるスタンダードディスタンス は合計51.5km（スイム1.5km・バイク40km・ラン10km）で行われる。スプリントディスタンスはその半分の合計25.75km（スイム0.75km・バイク20km・ラン5km）で行われる。ロングディスタンスはスイム3km以上、バイク91km以上、ラン22km以上のレースを指し、その中でもアイアンマンレースは合計約226km（スイム3.8km・バイク180.2km・ラン42.2km）で行われる。大会により様々な距離設定で行われている（規格について詳しくは「種類」の節を参照のこと）。
「ロングディスタンス」の場合、競技時間が10時間を超える場合が少なくないため、「過酷なスポーツ」との認識が根強い。しかし、「スタンダードディスタンス」等のレースでは一般の市民アスリートの参加も多く、現在、このレース距離の大会が多くを占めている。
チームリレーでは1人が3種目を連続して行い、例えばオリンピックでは男女各2名の4人による混合リレーが行われる。またこの種目の他に、3名で1種目ずつ分担する「コーポレイト」という種目もあり、こちらは一般参加の大会でも広く行われている。
オリンピックにおいては、2000年シドニーオリンピックから正式種目となった。パラリンピックの正式種目となるのは、2016年リオデジャネイロパラリンピックからである。日本では、2009年のトキめき新潟国体から国民スポーツ大会の公開競技となり、2016年の希望郷いわて国体から正式競技となった。

## 歴史

### 国際的な経緯

夏季オリンピック・トライアスロン競技のシンボルマーク

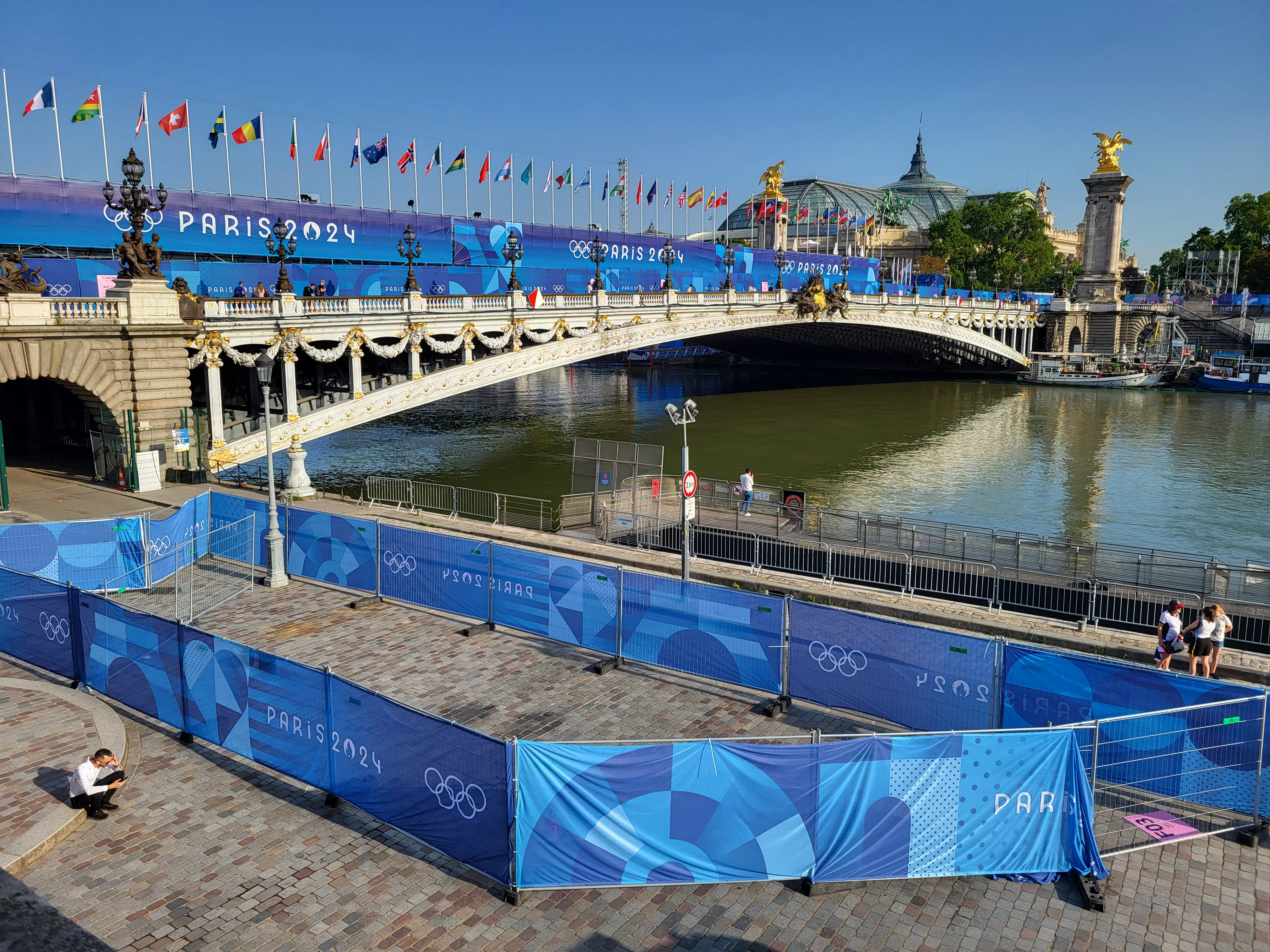
2024年パリオリンピック

- 1974年9月25日、アメリカ合衆国カリフォルニア州サンディエゴで、世界初のトライアスロン大会が実施された。46人の選手が出場した[6][7]。
- 1977年、ハワイで、アメリカ海軍の軍人達が宴会の席上、「マラソン・遠泳・サイクルロードレースのどれが最も過酷か」と議論、比較できず、「この際まとめてやってみよう」と、翌1978年、同地でアイアンマン・トライアスロンが行われた。これがきっかけとなり、この時のレース距離スイム3.8km・バイク180km・ラン42.195kmと制限時間17時間でのレースが、アイアンマン世界選手権大会へと発展し、現在、世界各地でハワイ本戦出場をかけたアイアンマンレースが開催されている。
- 1982年、3種目のレース距離を短縮し、スイム1.5km・バイク40km・ラン10km、合計51.5kmとした新たな国際基準が設定された[注 3]。現在では、このレース距離の大会が多くを占めている。
- 1989年、国際トライアスロン連合設立。本部、カナダ・バンクーバー。
- 1994年6月、ワールドカップ第2戦大阪ウォーターフロントトライアスロンにおいて、ドラフティング許可ルールを初めて採用[8]。
- 2000年9月、シドニーオリンピックでトライアスロンが正式種目となり[9]、スタンダードディスタンスが採用された。これ以降、国際的にこの距離を「オリンピックディスタンス」とも呼ばれるようになった[注 1]。
- 2021年7月、東京オリンピックで、新種目として男女混合リレーを開催[注 4]。

### 日本での経緯

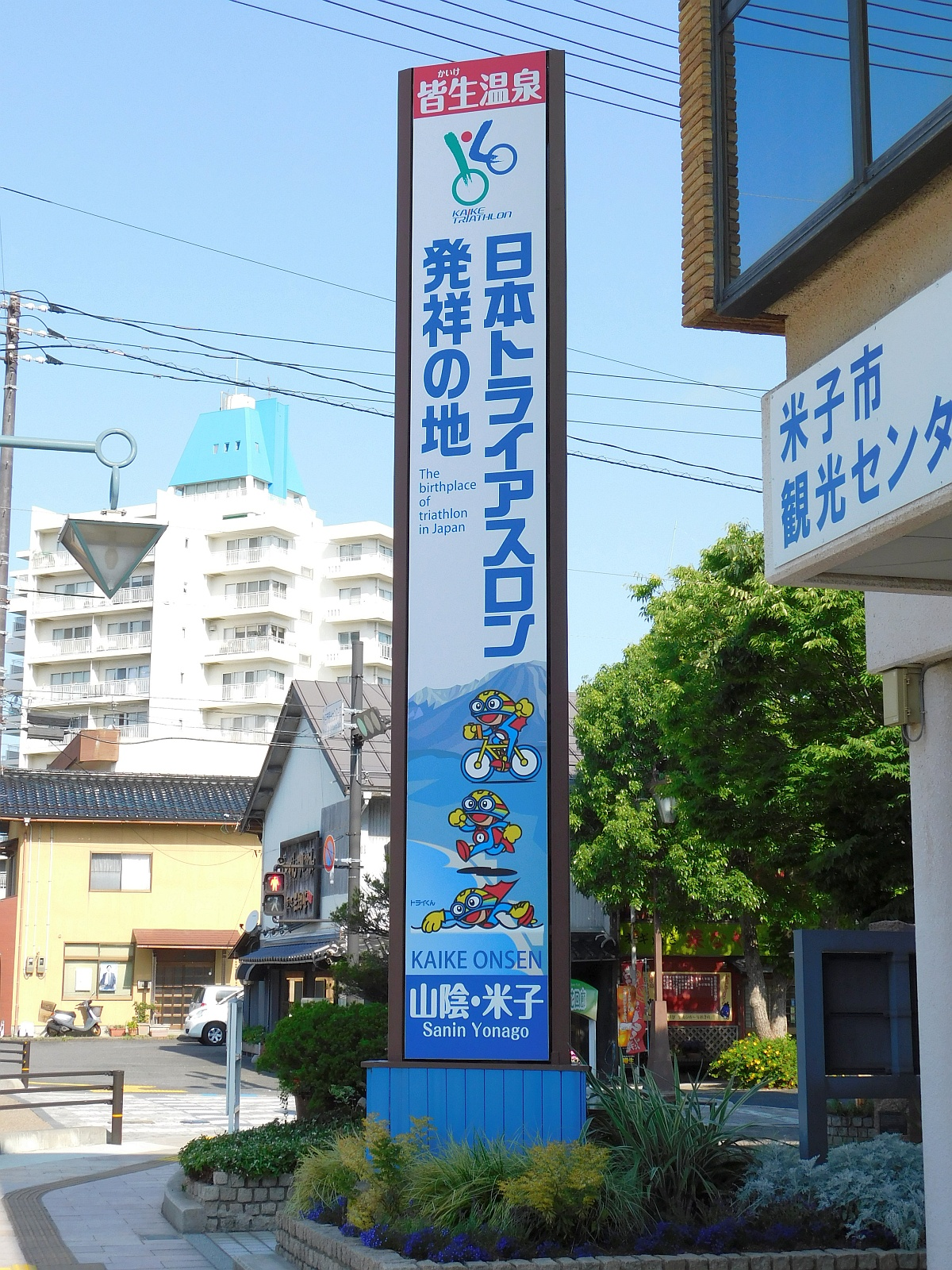
皆生温泉にある「日本トライアスロン発祥の地」の看板

- 1981年（昭和56年）8月20日、鳥取県米子市の皆生温泉旅館組合の若手経営者達が、日本初のトライアスロン大会となる「皆生トライアスロン '81」を開催した。53人の選手が出場した[注 5][12]。
- 1985年（昭和60年）4月28日、NHK総合テレビにより、現在の沖縄県宮古島市で初開催された大会「第一回全日本トライアスロン宮古島大会」が、初めて全国に生中継された。四部構成・合計2時間30分に渡り放送。241人の選手が出場した[注 6][12]。
- 1989年（平成元年）9月17日、NHK衛星第1テレビ（現在のNHK BS）により、現在の新潟県佐渡市で初開催された大会「'89トライアスロン・ジャパンカップ・イン佐渡」が、全国に生中継された。三部構成・合計6時間に渡り放送。1,328名の選手が出場した[注 7][15]。
- 1994年（平成6年）4月16日、日本トライアスロン連合 (JTU) 発足。
- 1998年（平成10年）9月5日、現在の新潟県佐渡市で、アジアでは初めて世界ロングディスタンストライアスロン選手権（スイム3km・バイク136km・ラン28km）が開催された。世界の主要プロ選手がそろったこの時の世界選手権で、志垣めぐみが、日本選手として初めてメダル（3位）を獲得した。
- 2005年（平成17年）9月11日、国内初の世界トライアスロン選手権を愛知県蒲郡市の蒲郡競艇場周辺で実施。
- 2007年（平成19年）、ITUワールドカップ・エイラート大会で、男子の田山寛豪が日本選手として初めて優勝した。
- 2008年（平成20年）、北京オリンピックで、女子の井出樹里が、日本選手として初のオリンピック入賞（5位）を果たした。
- 2009年（平成21年）9月27日、「トキめき新潟国体」で、公開競技としてトライアスロンがスタンダードディスタンスで行われた（国体の正式競技となるのは2016年「希望郷いわて国体」から）。
- 2010年（平成22年）、シンガポールユースオリンピックで女子の佐藤優香が金メダルを獲得。中国・広州でのアジア大会で、男子の細田雄一・山本良介、女子の足立真梨子・土橋茜子がそれぞれ金メダル・銀メダルを獲得した。
- 2021年（令和3年）7月、前述の通り東京オリンピックのトライアスロン種目がお台場海浜公園周辺周回コースで行われ、男女個人と新種目の混合リレーを加えた3種目が実施された[10]。

## 種類
ワールドトライアスロン競技規則23条（附則A）の定めによるレース距離は以下の通り。大会によって距離は変更される。基準となる規格の背景は黄色。ディスタンスとは距離の意味。
| 種類                           | スイム       | バイク     | ラン        | 備考                                   |
| ------------------------------ | ------------ | ---------- | ----------- | -------------------------------------- |
| リレー（1人あたり）            | 250 - 300m   | 5 - 8km    | 1.5 - 2km   | 混合リレー、2×2混合リレー、3人リレー。 |
| スーパースプリントディスタンス | 250 - 500m   | 6.5 - 13km | 1.7 - 3.5km |                                        |
| スプリントディスタンス         | 750m         | 20km       | 5km         |                                        |
| スタンダードディスタンス       | 1500m        | 40km       | 10km        | オリンピック個人戦でも実施。           |
| ミドルディスタンス             | 1900 - 2999m | 80 - 90km  | 20 - 21km   |                                        |
| ロングディスタンス             | 3000 - 4000m | 91 - 200km | 22 - 42.2km |                                        |

| 種類              | スイム | バイク  | ラン      | 備考                                           |
| ----------------- | ------ | ------- | --------- | ---------------------------------------------- |
| アイアンマン      | 3.8km  | 180.2km | 42.2km    | 五島長崎国際（日本ウルトラロング選手権）など。 |
| アイアンマン70.3  | 1.9km  | 90km    | 21.0975km | アイアンマンの半分。                           |
| トライアスロン101 | 3.0km  | 130km   | 30km      | 合計約101マイル。2007年から。                  |

- アイアンマンレースで、17時間の制限時間以内に完走すると“アイアンマン”（鉄人）の称号を受けられる[注 8]。

## ルール

### 自転車のドラフティングと周回遅れの扱い
バイク（自転車）では、ドラフティング（いわゆるスリップストリーム）について、競技会により以下のどちらかのルールが適用される。
- ドラフティング禁止
- ドラフティング許可、バイクの周回遅れでレースから除外 : 主にエリート部門（スタンダード以下の距離）などで適用。

以下ではそれぞれ解説する。

#### 「ドラフティング禁止」ルール
一般参加の大会で適用。また、ミドルディスタンス以上ではエリート含め全部門で適用。
このルールでは、通常の自転車レースに見られる集団走行、他人を風よけに使っての走行は禁止されている。具体的には、スタンダードディスタンス以下では前方選手の前輪先端から後方10m以内、ミドルディスタンス以上では後方12m以内に入ることが出来ず、許されるのは追い越しで通過するときのみ（スタンダード以下では20秒以内、ミドル以上では25秒以内）である。また、並走や集団走行、他の選手のブロックも禁止であり、追い越した後は車間距離を保って左側通行を行わなければならない。
違反した場合、審判からタイムペナルティとして所定のペナルティボックスで待機するよう告げられる。待機時間は、スプリント以下の距離は1分、スタンダードディスタンスは2分、ミドル以上の距離は5分。スタンダードディスタンス以下は2回目の違反で、ミドルディスタンス以上は3回目の違反で失格。
トライアスロンでのトラブルの多くは、ドラフティングによる失格判定の問題である。ルールを明確化するためいっそのことドラフティングを認める方が良いという意見もある。しかし、ドラフティングを許してしまえば、スイム・バイクでは集団に着いていく力さえあればそれ以上の能力は不要。ランだけで勝負が決まることになるとの批判も多い。特にロング大会においては、自らの力で走りきることを主旨としており、ドラフティングが認められていない（コンペティティブ・ペーシェンスとしての側面が強い）。
ドラフティング禁止というルール、そしてUCI管轄外でバイクはその制限を受けない、という2点があるために、ロードレースでありながらタイムトライアルバイクに複数のボトルや補給食、スペアチューブや畳めるタイヤ、携帯工具など修理機材を積めるように小改修したバイクを使用する選手が多い（UCIの制限は受けないが、トライアスロンとしてのバイクの規定はある。）。

#### 「ドラフティング許可、バイクの周回遅れでレース除外」のルール
スタンダードディスタンス以下のエリート部門（オリンピック、世界トライアスロンシリーズやワールドカップ、日本選手権を含む）などで適用。
バイクの周回コースで周回遅れとなった場合は、審判によってレースから除外される。つまり強制的に棄権の扱いとなり、選手はその場で競技中止となる。周回遅れのレース除外は記録上「ラップ（LAP）」といい、周回遅れにされることを「ラップされる」という。なお、スイムやランで周回遅れとなっても除外されない（ラップはない）。
ドラフティング許可であっても、性別が異なる選手へのドラフティングは禁止であり、またオートバイや通行車両を風よけにすることは危険回避のやむをえない場合を除き禁止されている。

### その他のルール
- 第三者の手を借りてはならない。
  - パンクやメカトラブルも自分で対応・処置しなければならない。

（※：パルクフェルメ#自転車競技におけるパルクフェルメも参照）

## 世界の主な大会

### スタンダードディスタンス
- オリンピック
個人男女と、混合リレー[注 12]の3種目が行われている。
- 世界トライアスロンシリーズ
世界の数か所を転戦し、順位ポイントにより年間優勝を決めるシリーズ戦。オリンピックに次ぐ最高峰の大会。日本では横浜大会が行われている[24]。
- トライアスロンワールドカップ
ワールドカップは世界トライアスロンシリーズに次ぐシリーズ戦。日本では宮崎大会が行われている[25]。過去には石垣島トライアスロン大会がこれに含まれていた。

### ロングディスタンス
- 世界ロングディスタンストライアスロン選手権
日本代表選考会は、日本ロングディスタンス選手権、五島長崎国際トライアスロンなどが兼ねる[26]。
- アイアンマンレース - アイアンマン世界選手権大会
アイアンマンレースはワールド・トライアスロン・コーポレーション（英語版）(WTC)が開催するロングディスタンス規格のトライアスロン大会。アイアンマン世界選手権大会がハワイ島のカイルア・コナで開催されており、全世界の予選会の上位入賞者が参加権を得る。

### チャレンジ・ファミリー
すべての年代、あらゆる能力のアスリートにレースを提供し、観客に感動と興奮をもたらすイベントとして、世界各国でロングディスタンスレースを開催している。ドイツのロート発祥。

## 日本の主な大会

### スタンダードディスタンス
スタンダードディスタンス（オリンピックディスタンス）の大会は、全国各地で数多く行われており、多くの市民アスリートが出場している。
学生の最大規模の大会（通称インカレ）では日本学生トライアスロン選手権大会（個人戦・団体戦）が毎年行われている。団体戦はチーム上位3名の合計タイムを競う。2019年度の男子団体では、優勝日本体育大学準優勝早稲田大学3位東北大学、女子団体優勝日本体育大学（6連覇）準優勝日本大学3位東海大学で日体大がアベック優勝を成し遂げた。
エリート（プロ選手・実業団等に属す選手等）部門を対象とするレースは、日本トライアスロン選手権や国民体育大会などがある。日本トライアスロン選手権など一部のレースは日本トライアスロン連合による「ジャパンランキング」（後述）の対象イベントとなっており、この成績に国際大会の成績を加味した国内年間ランキングを決定する。

#### ジャパンランキング
NTTトライアスロンジャパンランキングは、日本国籍の日本トライアスロン連合登録選手による年間ランキング。1996年（平成8年）からトライアスロンジャパンカップの名称で始まった。年によって対象となるレースや計算方法が異なっている。
2024年基準では、ワールドトライアスロンの最新1年間の獲得ポイントに、日本トライアスロン選手権の特別ポイントを加え年間ランキングを決定する。
過去の基準
選手たちは成績により、高い方から SS、S、A、B、C の5つのカテゴリーでポイントが付与される。SSカテゴリーは、ITUワールドチャンピオンシップシリーズの世界ランキングを点数化して付与するが、Sカテゴリー以下は各大会ごとの成績で付与される。Sカテゴリーは同シリーズの各大会にあたり、日本ではWCS横浜大会が同カテゴリーで開催される。Aカテゴリーは、日本において伝統的に国内最高峰大会に位置づけられてきた大会で、開幕戦（石垣島大会）と最終戦（東京港大会）にて行われる。石垣島大会は、ITUトライアスロンワールドカップの1つでもあった。東京港大会は日本トライアスロン選手権にあたる。Bカテゴリーは、その他の日本国内における国際大会であり、アジアを転戦するITUアジアトライアスロン大会のシリーズ戦に含まれている（東京港大会以外のSおよびAカテゴリーもアジアのシリーズ戦に含まれる）。CカテゴリーはJTUによる国内大会である（大会名に「国際」が付いているが、ITU国際大会ではない）。
WCS横浜大会は、東北地方太平洋沖地震（東日本大震災）の影響で当初予定の5月には開催せず、延期された。
| カテゴリ | 開催日         | 大会略称    | 開催地                                                        | フィニッシュ 地点                        |
| -------- | -------------- | ----------- | ------------------------------------------------------------- | ---------------------------------------- |
| A        | 10月11日       | 日本選手権  | 東京都港区・江東区 （臨海副都心）                             | 北緯35度37分45.06秒 東経139度46分28.25秒 |
| S        | 05月16日・17日 | WCS横浜大会 | 神奈川県横浜市中区 （山下公園・横浜港周辺）                   | 北緯35度26分48.2秒 東経139度38分54.7秒   |
| C        | 09月20日       | 村上大会    | 新潟県村上市 （瀬波笹川流れ粟島県立自然公園）                 | 北緯38度13分23.09秒 東経139度28分46.79秒 |
| B        | 06月21日       | 蒲郡大会    | 愛知県蒲郡市 （蒲郡港周辺）                                   | 北緯34度49分14.22秒 東経137度13分19.84秒 |
| C        | 07月12日       | 大阪大会    | 大阪府大阪市此花区 （舞洲スポーツアイランド・夢洲特設コース） | 北緯34度39分43.31秒 東経135度23分33.31秒 |

参加資格
- 日本トライアスロン連合強化指定選手（S、A、B、C）
- 認定記録会7級以上
- 加盟団体推薦選手（都道府県連合、学生連合）

### ミドルディスタンス
アイアンマン70.3を2010年から2020年まで知多半島（2020年時点ではアイアンマン70.3セントレア知多半島ジャパンとして愛知県知多市の新舞子マリンパーク周辺）、2023年に渥美半島（アイアンマン70.3東三河ジャパンin渥美半島として田原市と豊橋市）で開催している。アイアンマン70.3世界選手権（9月開催：ラスベガス）の参加資格を得られる。

### ロングディスタンス
ロングディスタンスの大会は、2022年現在、日本国内では5つある。
- 北海道トライアスロン（北海道洞爺湖町・洞爺湖発着）
  - Aタイプの距離はスイム2.0km、バイク137.1km、ラン23.1km、制限時間11時間。
- 佐渡国際トライアスロン大会（新潟県佐渡市・佐渡島）
  - Aタイプの距離は、日本最長距離（スイム4.0km・バイク190km・ラン42.2km、合計236.2km、制限時間15時間30分）。
  - 日本ロングディスタンストライアスロン選手権の部を同時開催（スイム2.0km、バイク105km、ラン20km、合計127km）
- 全日本トライアスロン皆生大会 （鳥取県米子市・皆生温泉発着）
  - スイム3km、バイク140km、ラン40km、制限時間14時間30分。
- 五島長崎国際トライアスロン大会（長崎県五島市・福江島）
  - Aタイプの距離はスイム3.8km、バイク180.2km、ラン42.2km（アイアンマンレースと同等）、制限時間15時間。
  - Aタイプは2018年から日本ウルトラロングディスタンストライアスロン選手権を兼ねる[32]。
- 全日本トライアスロン宮古島大会 （沖縄県宮古島市・宮古列島）
  - スイム3km、バイク123km、ラン35km、制限時間12時間。

#### 日本の大会と「アイアンマン」
2009年（平成21年）までアイアンマン・ジャパントライアスロン五島長崎が行われた。2010年（平成22年）は口蹄疫の発生等が原因で中止になった。2013年からアイアンマン・ジャパンが北海道・洞爺湖周辺で開催されていたが、体制の見直しを理由に2015年（平成27年）大会を最後に一時休止中。
五島長崎国際トライアスロン大会については、2011年（平成23年）以降について「アイアンマン」の商標権所有会社と五島市の間で「アイアンマン」の商標使用に関する契約締結はなく、独自ブランド「五島長崎国際トライアスロン大会」（愛称：バラモンキング）で、2011年（平成23年）以降もトライアスロン大会を継続することになった。
2023年時点で、日本国内で大会名にアイアンマンと付くものは、アイアンマン70.3のみとなっている。

## 認定記録会
JTU主催の元、毎年、全国各地で認定記録会が行われている。16歳以上カテゴリの課題はスイム400mとラン3000mを別々に計測した合計タイムである。以下、男女ともにU15、U12、U10（男女共通）、U8（男女共通）とパラに分けられる。
16歳以上の場合は、最上級の1級から最下級の50級まで標準記録が設定されている。標準記録は数年ごとに変更されている。2022年からの標準記録は、16歳以上男子の1級で11分35秒81（内訳はスイム400mが3分50秒00、ラン3000mが7分45秒81（アレックス・イーの3000m走自己記録））。16歳以上女子の1級で13分06秒94（内訳はスイム400mが4分13秒00、ラン3000mが8分53秒94（ベス・ポッターの3000m走自己記録））。

### 強化指定
スイム、ラン両方が7級を超えるとトップ・オブ・トップス大会以外のジャパンカップに出場できる。
（スイム×2＋ラン）の合計タイムが（スイム5級×2＋ラン5級）を超えると強化指定選手となり、ワールドカップに出場できる。

## 有名人の参加
トライアスロン大会に参加・完走した経験がある有名人
- 高石ともや - 日本初のトライアスロン大会（皆生）で優勝を飾る
- 近藤真彦
- リサ・ステッグマイヤー
- 東野幸治・菊地幸夫・安田美沙子・ノッチ・本村健太郎 - 番組企画で石垣島・宮古島・指宿・佐渡の大会に出場。行列のできる法律相談所 参照
- 天宮良
- 団長安田
- ヒロミ
- 錦野旦
- 東山紀之
- 村上春樹 - 随筆集『走ることについて語るときに僕の語ること』参照
- 前園真聖
- 猫ひろし - アンコール・ワット国際トライアスロン大会2010年日本人部門1位、総合6位入賞[35]。記録スイム300m10分、バイク40km1時間半、ラン10km40分[36]
- 古田敦也
- 大櫛エリカ
- 道端カレン - 公式競技団体日本トライアスロン連合による年間ランキングで2016年度3位、2017年度2位、総合優勝も多く、芸能人として突出した成績を持つ。
- 道端ジェシカ - 2010年、スイム750m、バイク20km、ラン5kmのスプリントディスタンスを1時間26分で完走[37]
- マシュー・マコノヒー
- ジェニファー・ロペス
- テリー・ハッチャー
- ソン・イルグク
- ジェンソン・バトン
- 田中律子
- パンツェッタ・ジローラモ
- 堀江貴文

## トライアスロン出身の主な自転車競技選手
- ランス・アームストロング
- クリスティン・アームストロング
- カーリン・テュリヒ
- クリスティアーネ・ゼーダー
- 加瀬加奈子
- 梶田舞
- 新城幸也
- ルーベン・トンプソン

## トライアスロンが登場する作品
小説
- 『一本足の栄光』ポール・マーティン
- 『黄金の魂』小川竜生
- 『空をつかむまで』関口尚
- 『ライヴ』山田悠介

漫画
- 『10月の満月に一番近い土曜日』石渡治

映画
- 『風の歌が聴きたい』（大林宣彦監督・脚本)
- 『太陽（てぃだ）』（小田大河監督・脚本）
- 『宮古島トライアスロン』
- 『グレート デイズ！ ―夢に挑んだ父と子―』
- 『セーヌ川の水面の下に』